# Кетрін Де Мілль
Кетрін Де Мілль (англ. Katherine DeMille, при народженні Кетрін Пола Лестер (англ. Katherine Paula Lester); 29 червня 1911 — 27 квітня 1995) — американська акторка канадського походження.

## Біографія
Народилася в Ванкувері в родині офіцера канадської армії, який незабаром після її народження загинув у Першій світовій війні. У 1919 році, після смерті матері від туберкульозу, вона повністю осиротіла і потрапила в дитячий будинок. У 10 років її вдочерив знаменитий голлівудський кінорежисер Сесіл Б. ДеМілль і його дружина Констанс. 
Вперше на кіноекранах Де Мілль з'явилася в 1930 році у фільмі свого прийомного батька «Мадам Сатана». У подальші роки своєї кінокар'єри знялася ще в 24 фільмах, серед яких «Поклик предків» (1935), «Хрестові походи» (1935), «Банджо на моєму коліні» (1936), «Рамона» (1936), «Блокада» (1938) і «Непереможений» (1947), перш ніж в 1956 році відійшла від зйомок. 
У 1937 році Де Мілль одружилася з актором Ентоні Квінном, від якого народила п'ятьох дітей: Крістофера (1939—1941), Христину (нар. 1 грудня 1941), Каталіну (нар. 21 листопада 1942), Дункана (нар. 4 серпня 1945) і Валентину (нар. 26 грудня 1952). Крістофер загинув у дворічному віці, потонувши в басейні друга сім'ї — актора У. К. Філда. У 1953 році акторка прийняла від імені чоловіка вручену йому премію «Оскар», в зв'язку з тим, що він сам не міг бути присутнім на церемонії. Їх шлюб завершився розлученням в 1965 році через подружню зраду Квінна.
Кетрін Де Мілль померла в 1995 році у 84-річному віці від ускладнень хвороби Альцгеймера.

## Вибрана фільмографія
- 1934 — Хай живе Вілья!
- 1935 — Поклик предків
- 1935 — Хрестовий похід
- 1936 — Ромео і Джульєтта